# Independent Spirit Awards 1987
Die zweite Verleihung der Independent Spirit Awards fand am 28. März 1987 in Los Angeles statt.

## Zusammenfassung
Oliver Stone gewann an diesem Abend gleich zwei Awards (Regie und Drehbuch) für Platoon und trat in beiden Kategorien auch noch gegen sich selber an (für Salvador). Platoon war der große Sieger mit vier Awards (Film, Regie, Drehbuch, Kamera), bei den Oscars wurden es ebenfalls vier Trophäen. David Lynchs Blue Velvet konnte sich trotz sechs Nominierungen nur bei der besten Hauptdarstellerin (Isabella Rossellini) durchsetzen. (Rossellini gewann gegen Laura Dern, die das zweite Jahr in Folge nominiert war.) Jim Jarmuschs Down by Law und Rob Reiners Stand by Me konnten keinen einzigen Preis gewinnen. Oliver Stones zweiter Film im Rennen, Salvador, gewann den Preis für den besten Hauptdarsteller (James Woods). Der damalige Newcomer Spike Lee gewann mit Nola Darling den Preis für den besten Debütfilm gegen Talking-Heads-Sänger David Byrne, der für seinen bisher einzigen Spielfilm True Stories nominiert war. Doris Dörries Komödie Männer war als bester ausländischer Film nominiert, verlor aber gegen James Ivorys E.-M.-Forster-Verfilmung Zimmer mit Aussicht (A Room with a View).

## Gewinner und Nominierte

### Bester Film
Platoon – Arnold Kopelson
Blue Velvet – Fred C. Caruso
Down by Law – Alan Kleinberg
On Valentine’s Day – Lillian V. Foote, Calvin Skaggs
Salvador – Gerald Green, Oliver Stone
Stand by Me – Andrew Scheinman, Raynold Gideon, Bruce A. Evans

### Bester Debütfilm
Nola Darling (She's Gotta Have It) – Regie: Spike Lee; Produktion: Spike Lee, Monty Ross
Belizaire – Der Cajun (Belizaire the Cajun) – Regie: Glen Pitre; Produktion: Allan L. Durand
Freiwurf (Hoosiers) – Regie: David Anspaugh; Produktion: Carter DeHaven, Angelo Pizzo
Die große Mauer (A Great Wall) – Regie: Peter Wang; Produktion: Shirley Sun
True Stories – Regie: David Byrne; Produktion: Gary Kurfirst

### Bester Hauptdarsteller
James Woods – Salvador
Roberto Benigni – Down by Law
Willem Dafoe – Platoon
Dennis Hopper – Blue Velvet
Victor Love – Native Son

### Beste Hauptdarstellerin
Isabella Rossellini – Blue Velvet
Elpidia Carrillo – Salvador
Patricia Charbonneau – Desert Hearts
Laura Dern – Blue Velvet
Tracy Camilla Jones – Nola Darling (She's Gotta Have It)

### Beste Regie
Oliver Stone – Platoon
Jim Jarmusch – Down by Law
David Lynch – Blue Velvet
Rob Reiner – Stand by Me
Oliver Stone – Salvador

### Bestes Drehbuch
Oliver Stone – Platoon
Raynold Gideon, Bruce A. Evans – Stand by Me
David Lynch – Blue Velvet
Oliver Stone, Rick Boyle – Salvador
Peter Wang, Shirley Sun – Die große Mauer (A Great Wall)

### Beste Kamera
Robert Richardson – Platoon
Frederick Elmes – Blue Velvet
Edward Lachman – True Stories
Robby Müller – Down by Law
Robert Richardson – Salvador

### Bester ausländischer Film
Zimmer mit Aussicht (A Room with a View) – James Ivory
Männer – Doris Dörrie
Mein wunderbarer Waschsalon (My Beautiful Laundrette) – Stephen Frears
Mona Lisa – Neil Jordan
28 Up – Michael Apted